# محراب شاهرخي
محراب شاهرخي ، من مواليد 2 فبراير 1944م وتوفي بتاريخ 1 فبراير 1993م، وهو لاعب كرة قدم إيراني ومركزه الدفاع، لعب مع عدة أندية إيرانية ومنها نادي برسبوليس، كما شارك مع منتخب بلاده في دورة الألعاب الآسيوية سنة 1966م، وينتمي محراب للعرق الأفريقي.